# 新兴站 (大田广域市)
新興站（：／ Sinheung yeok */?）是大田地鐵1號線沿線的一座地下車站，位於韓國大田廣域市東區板岩洞。

## 車站結構
站體為1面2線島式月台的地下車站，候車月台設有月台幕門，並有4處出口。

### 月台配置
| 板岩 ↑   |
| 下 上 \| |
| ↓ 大洞   |

| 月台 | 路線               | 目的地                         |
| ---- | ------------------ | ------------------------------ |
| 上行 | ●大田都市铁道1号线 | 板岩方向                       |
| 下行 | ●大田都市铁道1号线 | 大田、市廳、儒城溫泉、盤石方向 |

## 历史
- 2006年3月16日：落成啟用。

## 車站周邊
- 大田東部警察署

## 相鄰車站
大田廣域市都市鐵道公社
●大田都市铁道1号线
板岩（101）－新興（102）－大洞（103）